# Tatarstan-Airlines-Flug 363
Der Tatarstan-Airlines-Flug 363 (Flugnummer U9363) war ein Inlandsflug der russischen Fluggesellschaft Tatarstan Airlines vom Flughafen Moskau-Domodedowo nach Kasan. Am 17. November 2013 ereignete sich auf diesem Flug der Flugunfall einer Boeing 737-53A mit dem bermudischen Luftfahrzeugkennzeichen VQ-BBN, bei dem alle 50 Menschen an Bord getötet wurden.

## Flugzeug
Bei dem verunglückten Flugzeug handelte es sich um eine Boeing 737-53A, die zum Zeitpunkt des Unfalls 16 Jahre und 7 Monate alt war. Die Maschine wurde im Werk von Boeing in Renton im Bundesstaat Washington montiert und absolvierte am 18. Juni 1990 ihren Erstflug, ehe sie im Juli 1990 neu an das irische Leasingunternehmen Ansett Worldwide übergeben wurde, das die Maschine bis zuletzt an verschiedene Fluggesellschaften verleaste. Das Flugzeug trug die Werknummer 24785, es handelte sich um die 1885. Boeing 737 aus laufender Produktion. Die Maschine wurde zunächst mit dem Luftfahrzeugkennzeichen F-GGML zugelassen, mit dem es ab dem 13. Juli 1990 durch die Euralair International und ab 1. Juni 1992 durch die Air France betrieben wurde. Am 15. Juli 1995 wurde die Maschine an die Uganda Airlines als 5X-USM im Betrieb und ab Februar 2000 als PT-SSI für die brasilianische Rio Sul. Am 24. Juli 2005 kehrte die Maschine als N785AW aus dem Leasing zu ihrer Eigentümerin zurück. Ab dem 1. September 2005 betrieb die rumänische Blue Air die Maschine mit dem Kennzeichen YR-BAB. Ab dem 17. Mai 2008 war das Flugzeug mit dem Luftfahrzeugkennzeichen LZ-BOY bei der Bulgaria Air in Betrieb. Am 18. Dezember 2008 übernahm schließlich die Tatarstan Airlines als letzter Leasingnehmer die Maschine. Das zweistrahlige Schmalrumpfflugzeug war mit zwei Triebwerken des Typs CFMI CFM56-3C1 ausgestattet. Bis zum Zeitpunkt des Unfalls hatte die Maschine eine kumulierte Betriebsleistung von 51.547 Betriebsstunden bei 36.596 Starts und Landungen absolviert.
Die verunglückte Maschine war in der Vergangenheit in zwei Zwischenfälle verwickelt gewesen.
1. Während des Betriebs bei Rio Sul kam die Maschine am 17. Dezember 2001 bei einer Landung auf dem Flughafen Tancredo Neves unter Schlechtwetterbedingungen 70 Meter vor der Landebahn auf, woraufhin das Fahrwerk beschädigt wurde. Alle 108 Insassen überstanden den Vorfall unbeschadet.[1][2]
2. Am 26. November 2012 musste die Maschine wegen Problemen mit dem Kabinendruck kurz nach dem Start in Kasan notlanden.[3]

## Besatzung
Kapitän der Maschine war der 47-jährige Rustem Gabdrachmanowitsch Salichow (russisch Рустем Габдрахманович Салихов), der seit 1992 für die Fluggesellschaft flog. Er verfügte über 2755 Stunden Flugerfahrung, darunter 2509 mit der Boeing 737. Der ebenfalls 47-jährige Erste Offizier Wiktor Nikiforowitsch Guzul (russisch Виктор Никифорович Гуцул) flog seit 2008 für Tatarstan Airlines und hatte 2093 Stunden Flugerfahrung, davon 1943 mit der Boeing 737. Zudem waren vier Flugbegleiter an Bord.

## Unfallhergang

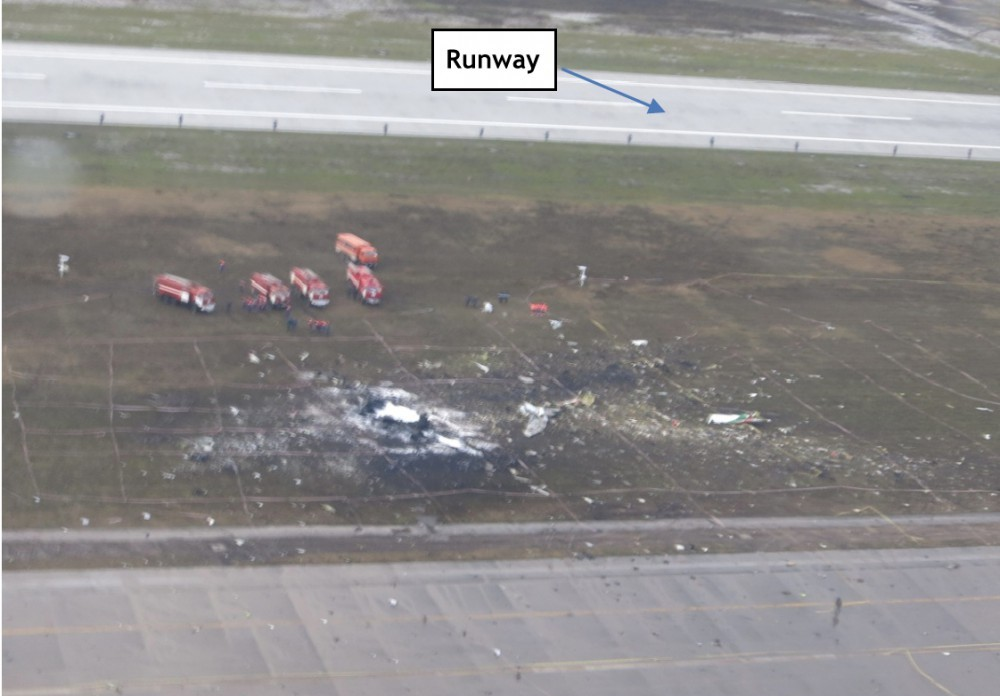
Die Absturzstelle, im Hintergrund die Landebahn des Flughafens Kasan, welche die Maschine anfliegen sollte

Die Maschine hob um 18:25 Uhr Ortszeit vom Flughafen Moskau-Domodedowo zu einem etwa einstündigen Flug in das 800 Kilometer östlich liegende Kasan ab.
Nach einem nicht stabilisierten Anflug auf den Flughafen Kasan, weit rechts vom Gleitpfad, beschloss die Besatzung der Maschine bei Sichtkontakt mit der Piste, aufgrund ihrer zu großen Höhe ein Durchstarten einzuleiten. Kaum fünfzig Sekunden später schlug die Maschine mit einem Neigungswinkel von −75 Grad und einer Geschwindigkeit von 242 Knoten (448 km/h) auf dem Boden auf und explodierte dabei. Zu einer zweiten Explosion kam es 40 Sekunden nach dem Einschlag. Auf den Bildern einer Überwachungskamera des Flughafens ist zu sehen, wie die Maschine nahezu senkrecht zu Boden stürzt und in Flammen aufgeht. Alle 44 Passagiere und 6 Besatzungsmitglieder wurden getötet. Es wurde berichtet, dass zum Zeitpunkt des Unfalls Starkwinde und dichte Wolken geherrscht hätten.
Der Flughafen Kasan blieb 24 Stunden gesperrt, er ging am 18. November wieder in Betrieb.

## Opfer
| Staatsangehörigkeit    | Passagiere | Besatzung | Gesamt |
| ---------------------- | ---------- | --------- | ------ |
| Russland               | 42         | 6         | 48     |
| Vereinigtes Königreich | 1          | 0         | 1      |
| Ukraine                | 1          | 0         | 1      |
| Total                  | 44         | 6         | 50     |

Die Passagierliste wurde durch das russische Notfallministerium veröffentlicht. Unter den Opfer war auch Irek Minnichanow, der Sohn von Rustam Minnichanow, dem Präsidenten der Republik Tatarstan.

## Ursachen

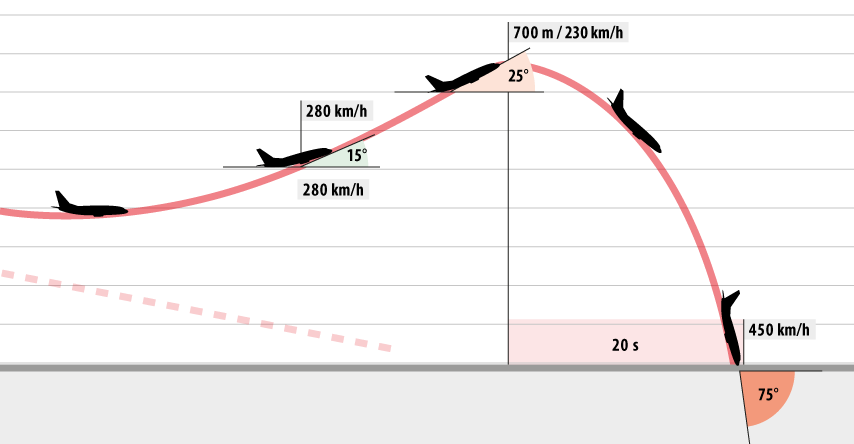
Flugprofil

Die Flugunfalluntersuchung wurde durch das Zwischenstaatliche Luftfahrtkomitee (MAK) geleitet. Gemäß dem am 24. Dezember 2015 veröffentlichten, offiziellen Unfalluntersuchungsbericht des Zwischenstaatlichen Luftfahrtkomitees (MAK) wurde der Unfall durch eine Kombination von Pilotenfehlern verursacht. Den Piloten hätten fliegerische Fertigkeiten gefehlt, um die Maschine nach einem eingetretenen Strömungsabriss abzufangen. Die fliegerischen Defizite der Piloten wurden auf eine laxe Sicherheitspolitik der Fluggesellschaft sowie die mangelnde Kontrolle durch die Föderale Agentur für Lufttransport (Rosawiazija) zurückgeführt. Der Fehlanflug gründete auf einem Positionsfehler im Navigationssystem.
Während des Durchstartens wurde mit der Eingabe TOGA der Autopilot abgeschaltet. Die Maschine sei daraufhin manuell geflogen worden. Im Abschlussbericht wird darüber gemutmaßt, dass die Piloten aufgrund ihrer hohen Arbeitsbelastung einen Tunnelblick entwickelt hätten und den Warnton, der das Abschalten des Autopiloten signalisierte, nicht wahrgenommen hätten. Der Schub betrug nach der TOGA-Eingabe 83 Prozent, was mit der Fluglage übereinstimmte, außerdem wurden die in der Landekonfiguration von 30 Grad befindlichen Landeklappen auf 15 Grad eingezogen und später das Fahrwerk eingefahren. Es gab jedoch keine Steuereingaben der Piloten. Die Maschine begann zu steigen und erreichte 20 Sekunden nach dem Einleiten des Durchstartens einen Anstellwinkel von 25 Grad bei sinkender Fluggeschwindigkeit. Nun erfolgte eine Nose-Down-Steuereingabe des Kapitäns, wodurch das Flugzeug in einer Höhe von 2300 Fuß ausnivelliert wurde, jedoch nachdem die Geschwindigkeit auf ihr Minimum von 117 Knoten gesunken war, was nicht den Limiten des sicheren Betriebs des Flugzeugs entsprach.  Kurze Zeit später hatten weitere Korrekturen zu einem negativen Neigungswinkel von 20 Grad geführt, welcher sich weiter zu einem steilen Sturzflug entwickelte. Kurz vor dem Aufschlag gab es weitere chaotische Steuereingaben.

### Föderale Agentur für Lufttransport
Rosawiazija weigerte sich, den offiziellen Untersuchungsbericht anzuerkennen, und verwies auf die Höhenruderthese ihres Vertreters Studenikin. Das MAK warf Rosawiazija vor, dass sich in deren Haltung die Weigerung widerspiegele, ebenjene Defizite in der staatlichen Aufsicht der Pilotenausbildung anzuerkennen, die der Bericht festgestellt hatte.

## Folgen
Anfang Dezember 2013 sprach die russische Lufttransportbehörde die Empfehlung aus, Tatarstan Airlines das Air Operator Certificate zu entziehen. Der Entzug des AOC erfolgte zum 31. Dezember 2013. Die Fluggesellschaft wurde von Ak Bars Aero übernommen.